# Sabine Gova
Sabine Gova, auch Gowa, (geboren als Sabine Spiero 6. Mai 1901 in Groß Borstel bei Hamburg; gestorben 23. März 2000) war eine deutsche Kunsthistorikerin.

## Leben
Sabine Spiero war eine Tochter des Germanisten Heinrich Spiero und der Olga Jolowicz (1877–1960), sie hatte drei Schwestern: Josepha Spiero (1903–1988) heiratete Max Adolf Warburg, Sohn von Aby Warburg, Ursula Filene Spiero (1906–1967) und Christiane Spiero-Ilisch (1911–2008).
Spiero besuchte 1921/22 einen Vorkurs am Bauhaus in Weimar und hatte in Johannes Itten einen Fürsprecher. Sie studierte Kunstgeschichte, Archäologie, Geschichte und Philosophie in München, Frankfurt, Berlin und in Marburg, sie war im Republikanischen Studentenkartell organisiert. Spiero heiratete 1929 den Bühnenbildner und Maler Henry Gowa, die Ehe wurde 1936 geschieden. In Marburg wurde Gowa-Spiero 1933 bei Richard Hamann mit einer Dissertation über das Alte Museum von Friedrich Schinkel promoviert, die Dissertation erschien 1934 im Jahrbuch der Preußischen Kunstsammlungen und wurde 1935 von Paul Ortwin Rave in der Zeitschrift für Kunstgeschichte und 1936 von Heinz Ladendorf in der Zeitschrift des Vereins für die Geschichte Berlins besprochen. Eine Habilitation scheiterte an der nationalsozialistischen Rassenpolitik.
Im August 1933 emigrierte Gowa nach Paris und schlug sich als mehrsprachige Museumsführerin im Louvre durch. Als sie sich 1937 als Fremdenführerin deutscher Besucher auf der Pariser Weltausstellung 1937 kritisch zum Nationalsozialismus äußerte, erregte das den diplomatischen Unwillen der Deutschen Gesandtschaft in Paris. Im Exil in Paris gehörte sie 1937 zu den Gründern des Deutschen Künstlerbundes, ab 1938 "Freier Künstlerbund" ("Union des artistes libres"), und saß mit Max Ernst und Paul Westheim im Vorstand. Nebenher studierte sie Kunstgeschichte an der École du Louvre und machte dort 1939 ein Examen in der Hoffnung, in Frankreich eine berufliche Existenz gründen zu können.
Nach der deutschen Eroberung Frankreichs 1940 war Gova im Internierungslager Gurs inhaftiert, konnte aber nach Bayonne fliehen und als blinde Passagierin in die Vichy-französische Kolonie Marokko nach Casablanca entkommen. Eine ihrer Schwestern besorgte ihr 1941 ein Affidavit für die Einreise in die USA. In New York schlug sie sich als Putzhilfe und Museumsführerin durch.
1949 arbeitete Gova zeitweise freiberuflich für die UNO. 1957 erhielt sie einen Lehrauftrag als Adjunct Associate Professor an der Fordham University und ab 1960 arbeitete sie als Assistant Professor am St. Peter’s College in New York und Jersey City. Im Jahr 1967 kehrte sie nach Frankreich zurück.

## Schriften (Auswahl)
- Sabine Spiero: Schinkels Altes Museum in Berlin, in: Jahrbuch der Preußischen Kunstsammlungen, 1934, Beiheft, S. 41–86
- Sabine Gova: Heinrich Spiero – ein Gedenkwort zu seinem fünfundachtzigsten Geburtstag. In: Deutsche Rundschau. 87 (1961), S. 250–254
- Sabine Gowa (Beitrag) in: Dolla, Isnard, Viallat. Genua : Masnata, 1974
- Sabine Gova: Castelnau d’Estrétefonds : mille ans de culture et d’agriculture toulousaines. Castelnau d’Estrétefonds : Vivre et connaître Castelnau d’Estrétefonds, 1987